# Zenóga-tó
A Zenóga-tó (románul Lacul Zănoaga Mare) egy tengerszem a Retyezát-hegységben, Romániában, Erdélyben, Hunyad megyében.
A Retyezát-hegység nyugati részén található, az északi főgerinctől délre, a Retyezát Nemzeti Parkban. Területe 6,5 hektár, legnagyobb mélysége 29 m, amivel a legmélyebb tó a hegységben. A Bukura-tó felől a piros pont jelzés mentén közelíthető meg.